# Kiskőrös vasútállomás

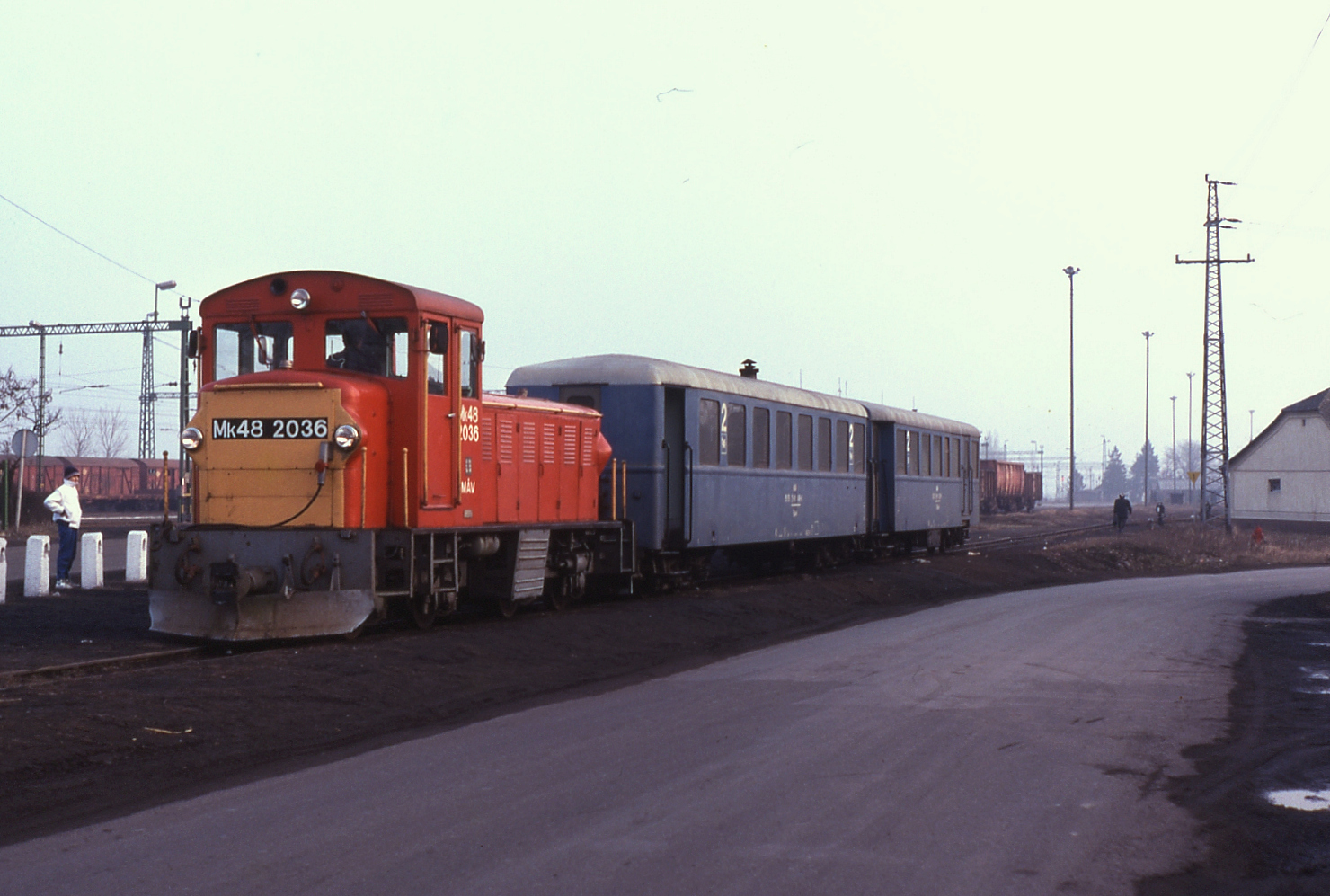
A keskennyomközű állomás Kiskőrösön

Kiskőrös vasútállomás egy Bács-Kiskun vármegyei vasútállomás, Kiskőrös településen, a MÁV üzemeltetésében. A város keleti részén helyezkedik el, az 5301-es út vasúti keresztezésétől nem messze délre.

## Vasútvonalak
Az állomást az alábbi vasútvonalak érintik:
- Budapest–Kelebia-vasútvonal
- Kiskőrös–Kalocsa-vasútvonal

## Kapcsolódó állomások
A vasútállomáshoz az alábbi állomások vannak a legközelebb:
- Tabdi megállóhely (Budapest–Kelebia-vasútvonal)
- Soltvadkert vasútállomás (Budapest–Kelebia-vasútvonal)
- Kecel vasútállomás (Kiskőrös–Kalocsa-vasútvonal)

## Forgalom
| Járat | Útvonal | Gyakoriság |
| ----- | --- | ---------- |
|       | A vonalon a vasúti szolgáltatás szünetel, a vonatok helyett a Volánbusz járatai közlekednek. A legközelebbi buszmegálló: Kiskőrös, vasútállomás |            |